# Antonio Rocco (philosophe)
Pour les articles homonymes, voir Antonio Rocco.
Antonio Rocco (en latin Antonius Roccus ; né en 1586 à Scurcola Marsicana et mort en mars 1652 à Rome) est un philosophe et un écrivain italien. Il est l'auteur de plusieurs ouvrages de philosophie écrits en latin, la langue savante de l'époque. On lui attribue également un ouvrage érotique en italien, Alcibiade enfant à l'école (Alcibiade fanciullo a scuola), consacré à l'homme politique athénien antique Alcibiade.

## Œuvres
- 1622 : In universam Aristotelis logicam exactissimae quaestiones... simul cum quaestionibus Antonii Andreae super sex principiis, a F. Constantio Sarnano,... editae, nuper in hac ultima impressione... ab innumeris mendis vindicatae..., Ursellis. (Questions de logique sur l'Organon d'Aristote.)
- 1623 : Antonii Rocci...In universam Philosoph. naturalem Arist. paraphrasis textualis exactissima [Texte imprimé]; necnon quaestiones omnes desiderabiles ad mentem Joannis Duns Scoti doctoris subtilis. Quod quidem opus...in tres partes dividitur, Venise, ex typographia Varisciana. (Commentaires sur la philosophie naturelle d'Aristote. Première et deuxième parties.)
- 1624 : Antonii Rocci,... Pars tertia, quae in tres libros de Anima, ac in Parva naturalia Aristot. paraphrasim textualem, una cum Quaestionibus ad mentem Scoti comprehendit..., Venise, ex typogr. Varisciana. Troisième partie de l'ouvrage entamé l'année précédente.
- 1633 : Esercitationi filosofiche di D. Antonio Rocco,... le quali versano in considerare le positioni et objettioni, che si contengono nel dialogo del signor Galileo Galilei Linceo contro la dottrina d'Aristotile..., Venise, F. Baba. (Ouvrage abordant les objections avancées par Galilée contre la doctrine d'Aristote.)
- 1644 : Animae rationalis immortalitas simul cum ipsius vera propagatione ex semine, via quadam sublimi peripatetica, non hactenus post Aristotelem signata vestigiis... indigatur ab Antonio Rocco, Francfort, P. Hertz. (Traité sur l'immortalité de l'âme et sa propagation par la semence.)
- Amour est un pur intérêt (Amore è un puro interesse)
- (auteur présumé) Alcibiade enfant à l'école (Alcibiade fanciullo a scuola)